# ربات شیکی
شِیکیِ ربات (انگلیسی: Shakey the Robot) اولین ربات متحرک همه‌منظوره بود که قادر به استدلال در مورد اعمال خود بود؛ در حالی که ربات‌های دیگر باید در هر مرحله از انجام یک کار بزرگ‌تر، آموزش ببینند، شیکی می‌توانست دستورها را تجزیه و تحلیل کند و به‌تنهایی آنها را به تکه‌های ابتدایی‌تر تقسیم کند.
با توجه به ماهیت این پروژه، تحقیقات در زمینهٔ رباتیک، بینایی رایانه‌ای و پردازش زبان طبیعی در این پروژه با یکدیگر ترکیب شدند. به همین دلیل، این پروژه نخستین پروژه‌ای بود که استدلال منطقی و عمل فیزیکی در آن در هم آمیخته شد. شیکی در مرکز هوش مصنوعی مؤسسه تحقیقاتی استنفورد (که اکنون اس‌آرآی اینترنشنال نامیده می‌شود) توسعه داده شد.
از جملهٔ قابل توجه‌ترین نتایج این پروژه می‌توان از الگوریتم جستجوی ای استار، تبدیل هاف و روش گراف پدیداری نام برد.

## تاریخچه
شیکی تقریباً از سال ۱۹۶۶ تا ۱۹۷۲ توسعه یافت و چارلز روزن، نیلز نیلسون و پیتر هارت مدیران این پروژه بودند. دیگر مشارکت‌کنندگان اصلی در این پروژه عبارتند از آلفرد برین، سون والستروم، برترام رافائل، ریچارد دودا، ریچارد فیکس، توماس گاروی، هلن چان ولف و مایکل ویلبر. این پروژه توسط آژانس پروژه‌های تحقیقاتی پیشرفته دفاعی (دارپا) تأمین مالی شد.
شیکی که اکنون از فعالیت بازنشسته شده‌است، در حال حاضر در یک ویترین شیشه‌ای در موزه تاریخ رایانه در مانتین ویو، کالیفرنیا در معرض نمایش قرار دارد. این پروژه الهام‌بخش بسیاری از پروژه‌های رباتیک دیگر، به‌ویژه پروژهٔ سانتی‌باتز بود.

## نرم‌افزار

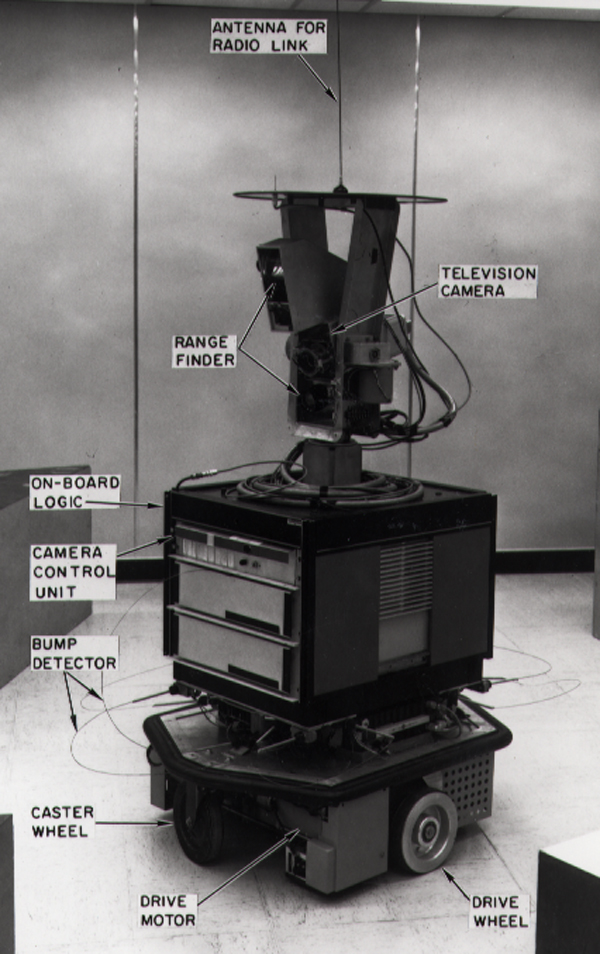
شیکی در سال ۱۹۷۲

برنامه‌نویسی این ربات عمدتاً به‌زبان لیسپ انجام شد. برنامه‌ریز مشکل‌گشای مؤسسه تحقیقاتی استنفورد (استریپس) مورد استفادهٔ این ربات به‌عنوان جزء اصلی برنامه‌ریزی برای نرم‌افزار مورد استفادهٔ ربات در نظر گرفته شد. شیکی که نخستین رباتی بود که منطقی و مبتنی بر هدف بود، دنیای محدودی را تجربه کرد. نسخه‌ای از دنیای شیکی می‌توانست شامل تعدادی اتاق باشد که توسط راهروهایی به هم متصل شده‌اند و درها و کلیدهای روشنایی در دسترس ربات هستند تا بتواند با آنها تعامل داشته باشد.
شیکی فهرست کوتاهی از اقدامات در دسترس را در برنامه‌ریز خود داشت. این اقدامات شامل سفر از یک مکان به مکانی دیگر، روشن و خاموش کردن کلید چراغ‌ها، باز و بسته کردن درها، بالا و پایین رفتن از اجسام صلب و هل دادن اجسام متحرک به اطراف بود.

## سخت‌افزار
از نظر فیزیکی، این ربات به‌طور خاص قد بلندی داشت و دارای آنتنی برای اتصال رادیویی، بردیاب سونار، یک دوربین تلویزیونی، پردازنده‌های روی برد و حسگرهای تشخیص برخورد («ردیاب‌های ضربه») بود. دلیل نام‌گذاری این ربات، قد بلند و تمایل آن به لرزش بود:
ما یک ماه تلاش کردیم تا یک نام خوب برای آن پیدا کنیم، از نام‌های یونانی گرفته تا چیزهای دیگر، و سپس یکی از ما گفت: «هی، مثل جهنم می‌لرزد و به اطراف می‌چرخد، بگذارید فقط اسمش را شیکی بگذاریم.»— چارلز روزن

## نتایج پژوهش

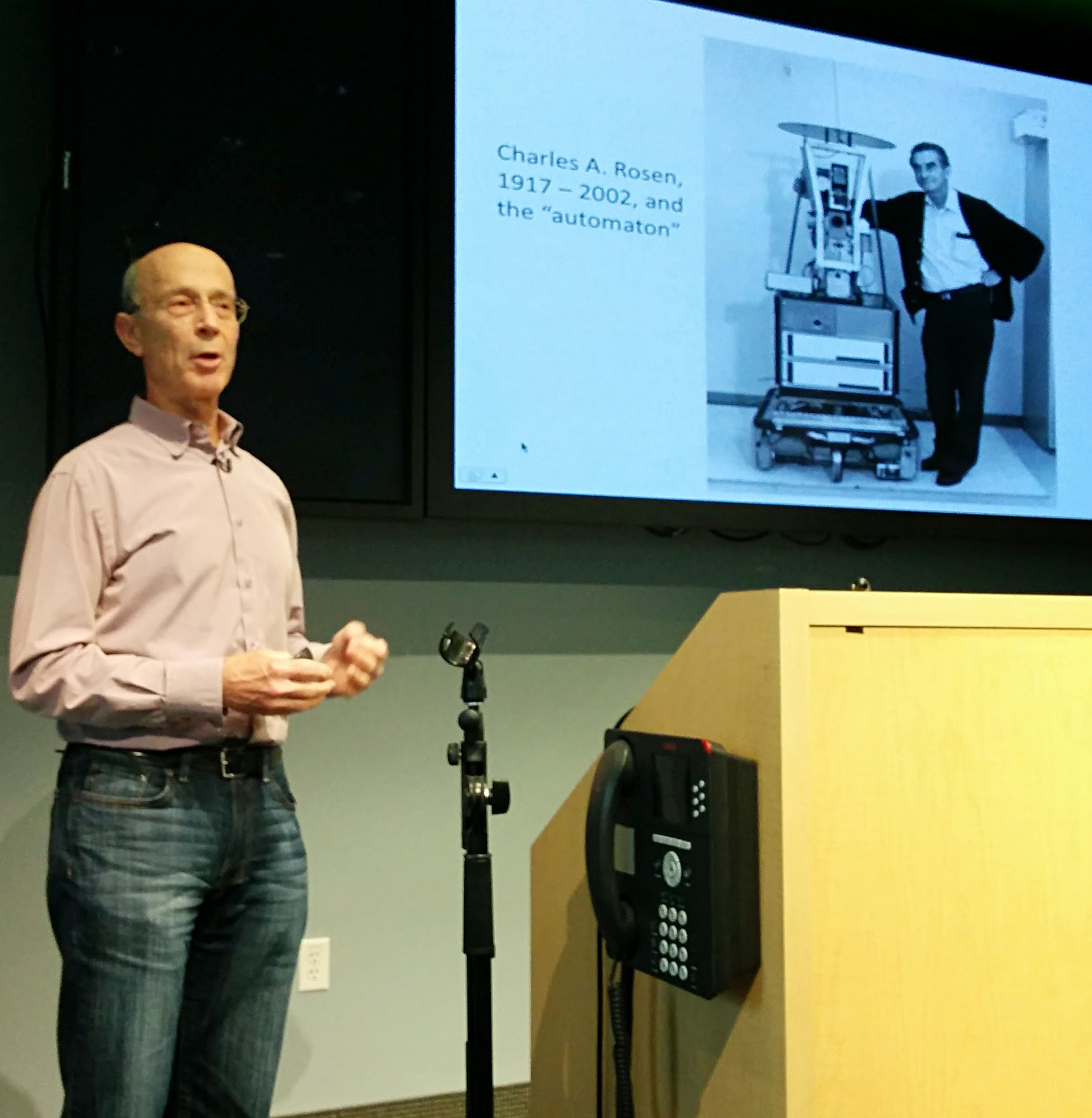
پیتر هارت اولین دستاوردهای شیکی را در یک سخنرانی در گوگل در فوریهٔ ۲۰۱۵ مورد بحث قرار داد.

روند توسعهٔ شیکی تأثیر گسترده‌ای بر زمینه‌های رباتیک و هوش مصنوعی و به‌طور کلی بر علوم رایانه ایجاد کرد. برخی از قابل توجه‌ترین‌های این نتایج عبارتند از توسعهٔ الگوریتم جستجوی ای استار، که به‌طور گسترده در مسیریابی و پیمایش نمودار، یعنی فرایند ترسیم یک مسیر قابل پیمایش مؤثر بین نقاط، استفاده می‌شود؛ تبدیل هاف، که یک تکنیک استخراج ویژگی است که در تجزیه و تحلیل تصویر، بینایی رایانه‌ای و پردازش تصویر دیجیتال استفاده می‌شود؛ و روش گراف پدیداری برای یافتن کوتاه‌ترین مسیرهای اقلیدسی در میان موانع در صفحه.

## جوایز و بازتاب در رسانه‌ها

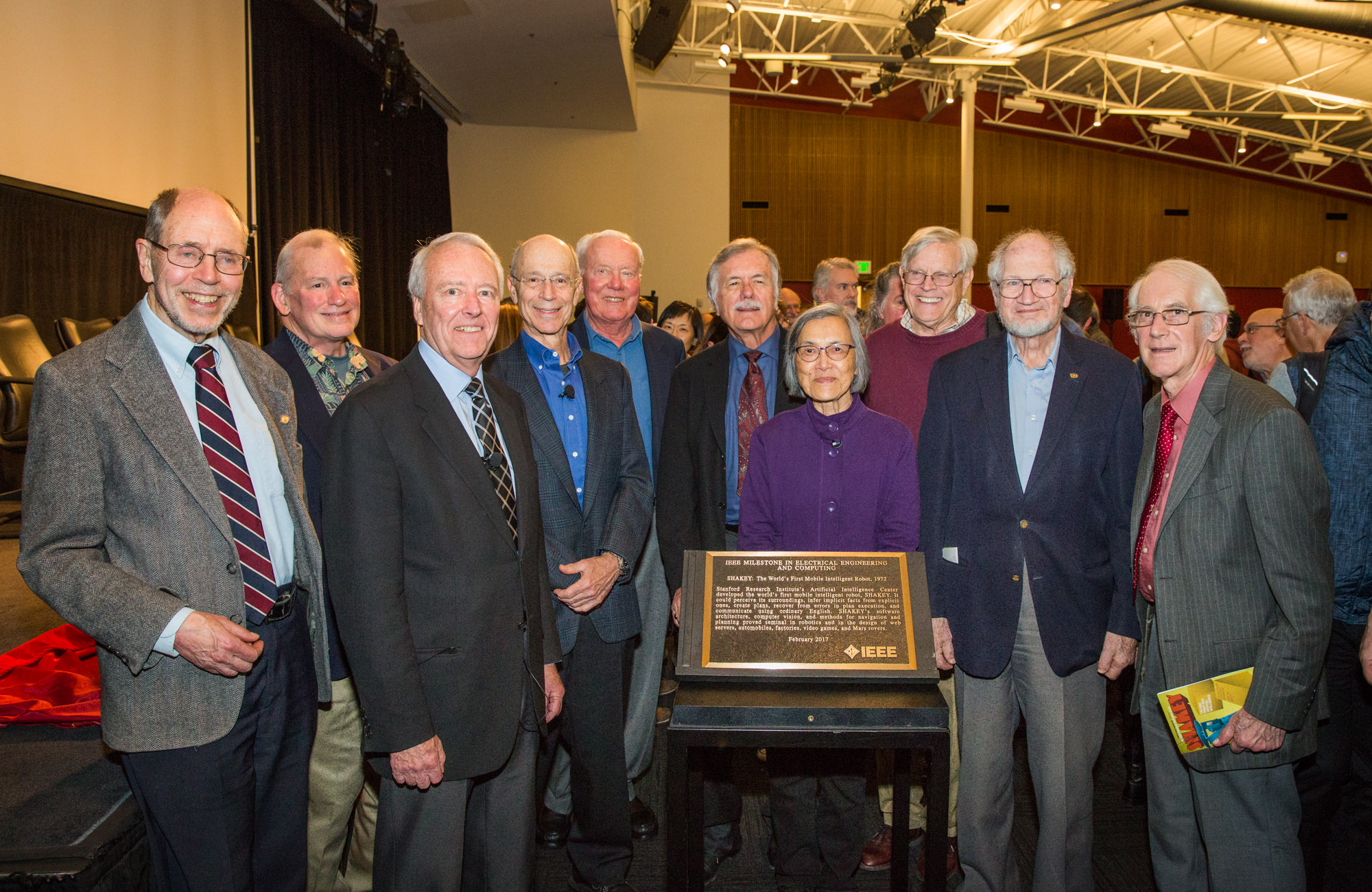
خالقان شیکی در رویداد جایزهٔ دستاورد IEEE در موزه تاریخ رایانه، فوریهٔ ۲۰۱۷: (از سمت چپ) ریچارد او. دودا، تام گاروی، رئیس منتخب IEEE، جیم جفریس، پیتر ای. هارت، نیلز جی. نیلسون، ریچارد فیکس، هلن چان ولف، کلود فنما، برترام رافائل، مایک ویلبر.

پس از اینکه اس‌آرآی یک ویدئوی ۲۴ دقیقه‌ای با عنوان «شیکی: آزمایش در یادگیری و برنامه‌ریزی ربات» را در سال ۱۹۶۹ منتشر کرد، این پروژه مورد توجه رسانه‌ها قرار گرفت. پیرو این توجه گسترده، مقاله‌ای در ۱۰ آوریل ۱۹۶۹ در نیویورک تایمز منتشر شد. همچنین در سال ۱۹۷۰، لایف از شیکی به‌عنوان «اولین شخص الکترونیکی» یاد کرد و در نوامبر ۱۹۷۰ مجله نشنال جئوگرافیک شیکی و آینده رایانه‌ها را مورد بررسی قرار داد. جوایز مسابقهٔ ویدئویی هوش مصنوعی انجمن پیشبرد هوش مصنوعی به‌دلیل تأثیر قابل توجه ویدئوی این ربات در سال ۱۹۶۹، تحت عنوان «شیکیز» نام‌گذاری شده‌است.
شیکی در سال ۲۰۰۴ در کنار ربات‌های برجسته‌ای نظیر آسیمو و سی‌تری‌پی‌او وارد تالار مشاهیر ربات‌ها در دانشگاه کارنگی ملون شد.
شیکی مفتخر به دریافت دستاور IEEE در مهندسی برق و محاسبات نیز شده‌است.